# Frelinghien
Frelinghien är en kommun i departementet Nord i regionen Hauts-de-France i norra Frankrike. Kommunen ligger i kantonen Armentières som tillhör arrondissementet Lille. År 2022 hade Frelinghien 2 617 invånare.

## Befolkningsutveckling
Antalet invånare i kommunen Frelinghien
| Referens: INSEE |